# Бальбина Римская
Бальбина (итал. Balbina; II век, Рим — 130, Рим) — раннехристианская мученица. Святая Католической церкви, память совершается 31 марта.	

## Биография
Святая Бальбина была дочерью св. Квирина, возглавлявшего римскую стражу, приставленную к христианам, осуждённым на казнь. Однажды тот стал свидетелем того, как приговорённый к смерти папа римский Александр, во время молитвы будучи закованным в цепи, чудесным образом оказался в камере своего друга Гермеса и ободрял того перед казнью. После этого случая Квирин привёл к Александру свою дочь Бальбину и попросил исцелить её от базедовой болезни. По благословению Папы Александра св. Бальбина поклонилась веригам святого апостола Петра, после чего обрела исцеление.
Святая Бальбина, как и иные члены семьи св. Квирина, была крещена святым папой римским Александром. Она была умучена за веру и погребена в катакомбах Претекстата на Аппиевой дороге. Позднее её святые мощи были перенесены в Римский храм святой Бальбины на Авентинском холме.